# フィンフォレスト
フィンフォレスト（英: Finnforest）は、フィンランドの木材・合板・設計木製品の生産と、マーケティングをしている会社である。
メッツァリート・グループ傘下で、本社はフィンランドのエスポーにある。ヴィルップラ製材工場は、年間製材生産能力が55万～60万立方メートルと国内最大規模である。世界20カ国で、約4,200名の従業員が働く。